# 43. pehotna divizija (ZDA)
Za druge 43. divizije glejte 43. divizija.
43. pehotna divizija (izvirno angleško 43rd Infantry Division) je bila pehotna divizija Kopenske vojske ZDA.

## Zgodovina
Divizija je bila prvotno ustanovljena iz prebivalcev Maina, Vermonta, Rhode Islanda in Connecticuta.